# 9月21日
9月21日是阳历一年中的第264天（闰年第265天），离全年结束还有101天。

## 大事记

### 19世紀以前
- 1069年：宋神宗采用王安石新法，开始实行青苗法。
- 1126年：金朝军队攻陷北宋太原城。
- 1529年：奥斯曼帝国军队在苏莱曼一世率领下围攻维也纳。教宗国、威尼斯、佛罗伦萨、曼图亚和萨瓦在意大利组成防御同盟。
- 1776年：美國獨立戰爭：英國佔領紐約市期間發生紐約大火，摧毀了多達1,000座建築物。
- 1792年：法国大革命：法国国民会议投票通过废除君主制，实行共和制。

### 19世紀
- 1802年：拿破仑一世吞并皮埃蒙特。
- 1860年：第二次鸦片战争期间，清朝军队在八里桥败于英法联军，北京失去屏障，直接导致咸丰帝逃往承德避暑山庄。
- 1898年：清朝慈禧太后發動政變而重返當政，結束光緒帝等人共同推行的政治改革，历时103天的戊戌變法失败。

### 20世紀
- 1909年：中国飞机设计师冯如第一次试飞成功。
- 1931年：中国国民政府代表施肇基正式向国联递交声明书，控告日本强占中国东三省。
- 1931年：英国放弃英镑金本位。
- 1933年：纳粹德国开始进行关于“国会纵火案”的莱比锡审判。
- 1934年：室戶颱風袭击日本本州岛，造成3036人死亡。
- 1937年：英國作家J·R·R·托爾金的奇幻小說《哈比人歷險記》首次出版，也是後來《魔戒》前傳。
- 1941年：張鈺哲、高魯等率隊在甘肅臨洮完成中国抗日战争期間的日全食觀測。
- 1942年：由美国波音公司研发的B-29超级堡垒轰炸机原型机进行首次试飞。
- 1945年：英国同意印度独立[來源請求]。
- 1945年：中华民国政府收回法国租借地广州湾，并定名为湛江。
- 1949年：中国人民政治协商会议第一屆全體會議在北平召开，毛泽东发表《中国人民站起来了》的讲话。
- 1949年：美國、英國、法國《对德占领法规》生效，军政府职能移交“盟国高级委员会（英语：Allied High Commission）”。
- 1953年﹕朝鮮人民軍空軍飛行員盧今錫從北韓駕著戰機逃亡到南韓。
- 1958年﹕愛荷華州的第一段80號州際公路在得梅因大都會區（英语：Des Moines metropolitan area）啟用。
- 1964年：马耳他独立。
- 1965年：冈比亚、马尔代夫、新加坡被接纳为联合国成员国。
- 1965年：在英國強烈不滿下，葡萄牙宣布承認設立在里斯本的羅德西亞駐葡萄牙代表處具獨立地位。
- 1970年：巴勒斯坦突击队占领约旦第二大城市伊尔比德。
- 1976年：塞席尔加入联合国。
- 1981年：伯利兹独立。
- 1981年：桑德拉·戴·奥康纳成为美国最高法院第一位女性大法官。
- 1984年：中国第一个中型「托卡马克」装置中国环流器一号（HL-1）通过验收。
- 1984年：汶莱加入联合国。
- 1987年：世界著名歌剧《阿依达》在开罗西南吉萨金字塔前的露天舞场演出。
- 1988年：日本搖滾組合B'z發表首張單曲《所以請放開那隻手》及專輯《B'z》，正式宣布出道。
- 1989年：首届中国电影节在北京开幕。
- 1989年：東區海底隧道通車。
- 1992年：中国载人航天工程立项实施。
- 1993年：俄羅斯總統葉利欽下令解散議會和人代會，宣布12月舉行新議會選舉。同日，議會召集緊急會議，決定停止葉利欽總統職務，並由副總統魯茨科伊代理總統職務。
- 1993年：香港總督彭定康宣佈任命陳方安生接替霍德出任香港布政司。
- 1998年：伊朗不再追杀拉什迪。
- 1999年：台灣南投縣發生芮氏規模7.3的強烈地震，造成2,415人死亡，11,305人受傷，為臺灣戰後傷亡損失最慘重的自然災害。

### 21世紀
- 2001年：中国国民党考纪会决定撤销李登辉党籍，为国民党历史上首次对前任党主席动用党纪处分。
- 2001年：法國圖盧茲化工廠爆炸（法语：Explosion de l'usine AZF de Toulouse），造成31人死亡，2500人受傷。
- 2003年：伽利略號太空船任務結束，撞向木星墜毀。
- 2013年：肯尼亚首都内罗毕高档的西门购物中心的恐怖袭击，袭击造成至少68人遇难。
- 2020年：匯豐控股可能被中國列入「不可靠實體清單」，股價跌5.33%，以全日低位的29.3元收市，跌穿2008年金融海嘯時低位，見1995年5月以來新低[1]。
- 2022年：俄罗斯总统普京发动局部军事动员令，计划征召30万人到乌克兰战争前线，为第二次世界大战纳粹德国入侵苏联以来俄罗斯首次动员令。

## 出生
- 1411年：腓特烈三世，哈布斯堡王朝國王、神聖羅馬帝國皇帝（1493年逝世）
- 1428年：明代宗朱祁鈺，明朝皇帝（1457年逝世）
- 1452年：吉羅拉莫·薩佛納羅拉，義大利道明會修士（1498年逝世）
- 1594年：艾薩克·華爾頓，英國作家（1683年逝世）
- 1778年：卡爾·路德維希·科赫，德國昆蟲學家（1857年逝世）
- 1791年：塞切尼·伊什特萬，匈牙利改革家、作家（1860年逝世）
- 1840年：穆拉德五世，奧斯曼帝國第33位蘇丹（1904年逝世）
- 1842年：阿卜杜勒-哈米德二世，奧斯曼帝國蘇丹、哈里發（1918年逝世）
- 1845年：恩斯特·奧古斯特二世，坎伯蘭和特維奧特戴爾公爵（1923年逝世）
- 1853年：海克·卡末林·昂內斯，荷蘭物理学家，超導现象发現者、低溫物理學奠基人，1913年諾貝爾物理學獎得主（1926年逝世）
- 1866年：夏爾·尼科勒，法國细菌学家，1928年諾貝爾生理學或醫學獎得主（1936年逝世）
- 1866年：H·G·威爾斯，英國科幻小說作家（1946年逝世）
- 1872年：亨利·魏爾德，英國海員，鐵達尼號大副（1912年逝世）
- 1874年：古斯塔夫·霍爾斯特，英國作曲家（1934年逝世）
- 1894年：林糊，臺灣醫生、詩人（1973年逝世）
- 1895年：谢尔盖·叶赛宁，俄國詩人，美國舞蹈家伊莎多拉·鄧肯之夫（1925年逝世）
- 1895年：約瑟夫·L·沃爾什，美國數學家（1973年逝世）
- 1902年：艾德華·伊凡普理查，英國人類學家（1973年逝世）
- 1909年：克瓦米·恩克魯瑪，迦納政治人物，首任迦納總統（1972年逝世）
- 1912年：查克·瓊斯，美國動畫師、漫畫家、編劇家、製作人、動畫電影導演（2002年逝世）
- 1917年：菲利斯·尼科爾森，英國數學家、物理學家（1968年逝世）
- 1918年：溥任，中國末代皇帝宣統帝溥儀三弟(實際上四弟)（2015年逝世）
- 1920年：金英柱，朝鮮民主主義人民共和國政治家（2021年逝世）
- 1926年：努爾·賈汗，巴基斯坦女歌手（2000年逝世）
- 1926年：唐纳德·A·格拉泽，美國物理學家，1960年諾貝爾物理學獎得主（2013年逝世）
- 1929年：伯纳德·威廉姆斯，英國伦理学家（2003年逝世）
- 1931年：保萊阿斯·馬塔內，巴布亞紐幾內亞政治人物，第8任巴布亞紐幾內亞總督（2021年逝世）
- 1931年：真鍋淑郎，日本－美國氣象學家，2021年諾貝爾物理學獎得主
- 1934年：，加拿大詩人、小說家、創作歌手（2016年逝世）
- 1934年：薛範，中國音樂學家、翻譯家（2022年逝世）
- 1936年：尤里·米哈伊洛维奇·卢日科夫，俄羅斯莫斯科市長（2019年逝世）
- 1941年：吳其樑，中華民國陸軍中將，現任年金改革委員會委員
- 1945年：傑瑞·布洛克海默，美國電影製作人，從業生涯已締造百億美元票房
- 1945年：蕭·克利夫頓，第18任救世軍大將
- 1946年：莫里茨·洛伊恩贝格尔，瑞士政治家、律師
- 1947年：鍾楚維，香港足球運動員
- 1947年：，美國作家
- 1948年：傑克·德羅米，英國政治人物，英國下議院議員（2022年逝世）
- 1949年：松田優作，日本男演員（1989年逝世）
- 1950年：查尔斯·克拉克，英國内政大臣
- 1950年：比爾·莫瑞，美國男演員
- 1951年：阿斯兰·马斯哈多夫，伊奇克里亚车臣共和國總統（2005年逝世）
- 1954年：花郁悠紀子，日本漫畫家，後24年組之一（1980年逝世）
- 1954年：安倍晉三，日本第90、96－98任內閣總理大臣，第21、25任自由民主黨總裁（2022年逝世）
- 1955年：米卡·考里斯迈基，芬蘭電影導演
- 1957年：伊森·柯恩，美國電影導演、編劇、製片
- 1957年：西德尼·蒙克利夫，美國NBA前職業籃球運動員
- 1957年：陸克文，澳大利亞政治人物、外交官，第26任澳大利亞總理
- 1958年：魏秋樺，香港演員
- 1958年：琳達·G·米爾斯，美國社會工作者，現任紐約大學校長
- 1961年：高田由美，日本女性聲優
- 1962年：虹影，中國作家
- 1964年：荷西·德克勒，烏拉圭音樂家
- 1965年：高金素梅，台湾歌手，演员，山地原住民立法委員
- 1967年：菲丝·希爾，美國歌手
- 1967年：林家棟，香港演員
- 1969年：比利·波特，美國百老匯表演者、歌手、演員
- 1970年：萨曼莎·鲍尔，美國政治作家、學者、外交官
- 1971年：阿方索·里貝羅，美國男演員、喜劇演員、舞者、歌手、導演、主持人、電視名人
- 1972年：連恩·蓋勒格，英國音樂家、詞曲創作人
- 1973年：尹相鉉，韓國演員、歌手、模特兒
- 1973年：埃德加斯·林克維奇斯，拉脫維亞政治人物，現任拉脫維亞總統
- 1974年：簡沛恩，台灣演員
- 1974年：黃立行，台灣歌手
- 1977年：娜塔莉婭·加夫里利策，摩爾多瓦政治人物，前任摩爾多瓦總理
- 1978年：伊琳娜·韋涅季克托娃，烏克蘭政治人物、學者、律師，曾任烏克蘭總檢察長
- 1979年：連靜雯，台灣演員
- 1979年：吳義仁，馬來西亞裔美國科學家
- 1979年：布拉德福德·安德森，美國男演員
- 1980年：卡琳娜·卡浦爾，印度女演員
- 1981年：妮可·里奇，美國時裝設計師、作家、演員、歌手、主持人
- 1981年：利米·森，印度演員
- 1983年：史考特·伊凡，美國男演員
- 1983年：安娜·米雷斯，澳大利亞自行车運動員
- 1984年：本杰明·怀尔德曼-托布里，美國男子游泳運動員
- 1984年：怡娜·素孫，烏克蘭政治人物
- 1986年：琳西·特莉，美國音樂家
- 1986年：琳西·特莉，美國音樂家
- 1988年：喬治·西米翁，羅馬尼亞政治人物、公民活動家
- 1989年：林芊妤，香港女藝人
- 1989年：王智德，香港男藝人
- 1989年：斯韋特蘭娜·羅馬絲娜，俄羅斯女子花式游泳運動員
- 1989年：杰森·德鲁罗，美國歌手、演員、舞者
- 1989年：邵雨薇，台灣女演員
- 1990年：袁子芸，台灣女演員
- 1992年：內田雄馬，日本男性聲優
- 1992年：CHEN，韓國男子偶像團體EXO成員
- 1993年：權珉娥，韓國女子偶像團體AOA成員
- 1993年：阿卡尼·西姆拜恩，南非男子田徑運動員
- 1993年，段丽阳，中国女演员、歌手、主持人
- 1994年：周雨彤，中國女演員
- 1994年：林輝瑝，台灣男演員、模特兒
- 1998年：拿莫·伊漾，臺灣棒球選手
- 1998年：藤平尚真，日本職業棒球運動員
- 1998年：塔德伊·波加薩爾，斯洛維尼亞男子自由車運動員
- 1999年：王俊凱，中國男子偶像團體TFBOYS隊長
- 1999年：孫振，臺灣男子霹靂舞運動員
- 2004年：宮田笙子，日本女子競技體操運動員
- 生年不詳：王瑞芹，臺灣女性配音員

## 逝世
- 前19年：維吉爾，古羅馬詩人（前70年出生）
- 1235年：安德烈二世，匈牙利國王（約1177年出生）
- 1327年：愛德華二世，英格蘭國王（1284年出生）
- 1556年：皮埃特羅·阿雷蒂諾，義大利作家（1492年出生）
- 1558年：查理五世，神聖羅馬皇帝、西班牙國王（1500年出生）
- 1576年：吉羅拉莫·卡爾達諾，義大利博學家（1501年出生）
- 1626年：弗朗索瓦·德·博納，法國軍事首領、政治人物，法國元帥（1543年出生）
- 1643年：皇太極，清朝第二位皇帝（1592年出生）
- 1812年：伊曼紐爾·席卡內德，德國劇作家、戲劇歌唱家、演員（1751年出生）
- 1832年：沃尔特·司各特，英國小說家（1771年出生）
- 1860年：亞瑟·叔本華，德國哲學家（1788年出生）
- 1920年：朱执信，中国民主革命家（1885年出生）
- 1921年：歐根·卡尔·杜林，德國哲学家、經濟學家（1833年出生）
- 1933年：鄧中夏，中國共產黨工人運動領袖（1894年出生）
- 1933年：宮澤賢治，日本作家（1896年出生）
- 1962年：歐陽予倩，中国戲劇、電影、舞蹈藝術家、教育家（1889年出生）
- 1966年：保羅·雷諾，法國政治人物、律師，前任法國總理（1878年出生）
- 1975年：李少春，京劇表演藝術家（1919年出生）
- 1985年：古龍，台灣武俠小說作家（1938年出生）
- 1990年：徐向前，中国人民解放軍元帥（1901年出生）
- 1991年：林淵，臺灣雕刻家（1913年出生）
- 1998年：弗洛倫斯·格里菲斯-喬依娜，美國女子田徑運動員（1959年出生）
- 2013年：阿爾瓦羅·穆蒂斯，哥倫比亞作家、詩人（1923年出生）
- 2018年：維塔利·安德烈耶維奇·馬索爾，烏克蘭政治人物（1928年出生）
- 2018年：陳大光，越南共產黨主要領導人之一（1956年出生）
- 2021年：穆罕默德·侯赛因·坦塔维，埃及元帅及政治家（1935年出生）
- 2022年：格雷格·李，美國NBA職業籃球運動員（1951年出生）
- 2024年：任建新，中國政治人物、律師（1925年出生）
- 2024年：胡敏，中國政治人物（1931年出生）
- 2024年：高妙思，香港女演員（1954年出生）
- 2024年：阿卡潘·納瑪，泰國男演員（1985年出生）

## 节假日和习俗
- 国际和平日
- 教會： 聖馬太日
- 中華民國：國家防災日[2]
- 中华人民共和国：全民国防教育日
- 馬爾他：独立日
- ：獨立日
- 亞美尼亞：獨立日